# Mississippi Queen (juego de mesa)
Mississippi Queen es un juego de mesa para entre tres y cinco jugadores creado por el diseñador de juegos Werner Hodel y publicado en 1997 por la compañía Goldsieber Spiele.
En Mississippi Queen cada jugador gobierna un barco a vapor con rueda de paletas, teniendo como objetivo llegar lo antes posible al muelle de desembarque. No obstante, deberá recoger obligatoriamente en el camino a dos pasajeros y las rutas que podrá tomar no son conocidas desde el principio, ya que el mapa se forma aleatoriamente a medida que los barcos avanzan.
El movimiento de los barcos consume carbón, que es un recurso escaso que hay que gestionar. El último tramo del río es el muelle de desembarque, donde la llegada de los vapores determina la respectiva puntuación.

## Premios obtenidos
Mississippi Queen fue nominado en 1997 para el premio Meeples Choice Award y resultó ganador, en el mismo año, del premio Spiel des Jahres.